# Cor de Groot
Cor de Groot   (Amsterdam, 7 de juliol de 1914 - Amsterdam, 26 de maig de 1993) va ser un pianista i compositor neerlandès.
Va néixer a Amsterdam. Va estudiar piano amb Egbert Veen i Ulferts Schults, i composició i direcció sota la direcció de Sem Dresden. El 1932 es va graduar amb els màxims honors tocant un concert per a piano escrit per ell mateix. Després de ser solista de l'Orquestra Concertgebouw, va guanyar el cinquè premi al concurs internacional de pianistes de 1936 a Viena. Va tocar a tot el món i les gravacions que existeixen demostren una forta sensació d'estructura, un atac rítmic net i ombres dinàmiques molt precises. Va formar part del jurat del concurs musical Queen Elisabeth el 1956.
El 1959 es va desenvolupar un trastorn nerviós a la mà dreta, però va continuar tocant el repertori per a la mà esquerra. Va disposar més de 80 peces per a la mà esquerra; les seves Apparitions, voor piano (linkerhand alleen) (1961) van ser descrites per un crític com "una música de piano intensa i expressiva que hauria de fer que el pianista desenvolupés la mà esquerra per a una alegria". Lentament va recuperar el poder sobre la seva mà dreta. Es va convertir en director musical de la Dutch Broadcasting Foundation i va promoure la música contemporània holandesa. Va fer molts enregistraments però també va continuar component. Les seves composicions inclouen música per a piano en solitari com Variations imaginaires (1967); música orquestral; treball vocal; i música de cambra com Sonatine pastorale per a oboè i piano (1961). S'ha afirmat que el compositor holandès Gerard Schurmann va compondre les seves Bagatelles (1945) per a Groot, però aquest no és, de fet, el cas. Va morir a Amsterdam el 1993.